# 下元勉
下元 勉（しももと つとむ、1917年〈大正6年〉10月2日 - 2000年〈平成12年〉11月29日）は、日本の俳優。高知県出身。元妻は山田五十鈴。

## 人物・来歴
1936年、新協劇団研究所へ入所。
1938年に召集され、復員後の1950年、劇団民藝の創立に参加。
『アンネの日記』（フランク役）など、多くの舞台に立った。1972年、劇団を退団した。
映画では『真空地帯』や『武器なき斗い』、テレビドラマでは『北の家族』ではヒロインの父親役での演技で知られる。
1985年からはロベール・トマ原作の舞台『罠』の地方公演を行った。
2000年11月29日、肺炎のため東京都渋谷区の病院で死去。83歳没

## エピソード
- 1961年（昭和36年）、モスクワ国際映画祭に出席のため、女優の渡辺美佐子らと共に旧ソビエト連邦（現・ロシア連邦）の首都モスクワを訪問している。当時はまだ海外渡航自由化の前で、貴重なモスクワ訪問となった。

## 出演

### 映画
- 原爆の子（1952年、近代映画協会） - 夏江の夫 役
- 真空地帯（1952年、新星映画） - 會田一等兵 役
- 縮図（1953年、近代映画協会）
- 夜明け前（1953年、新東宝）
- 嘘（1954年、新東宝） - 横江先生 役
- どぶ（1954年、近代映画協会） - 杉村巡査
- 若い人たち（1954年、全国銀行従業員組合） - 若い工員 役
- 黒い潮（1954年、日活） - 白井記者 役
- 足摺岬（1954年、近代映画協会） - 印刷職工 役
- 美しい人（1954年、新東宝） - 兄清一 役
- 唐人お吉（1954年、北星） - 鶴松 役
- 狼（1955年、近代映画協会） - 高橋孝 役
- こころ（1955年、日活） - 日置の兄 役
- 幼きものは訴える（1955年、日活） - 警察署長 役
- 石合戦（1955年、民藝）
- 胸より胸に（1955年、松竹）
- 銀心中（1956年、日活） - 喜一の店の客 役
- 泉（1956年、松竹） - 安藤正樹 役
- 真昼の暗黒（1956年、現代ぷろ） - 西垣幸治巡査 役
- 病妻物語 あやに愛しき（1956年、民藝） - 若い医師 役
- われは海の子（1956年、民藝） - 漁夫 役
- 壁あつき部屋（1956年、新鋭プロ） - 木村 役
- 私は前科者である（1957年、日活） - 看守 役
- 「廓」より 無法一代（1957年、日活） - 泉弁護士 役
- 真夜中の顔（1958年、日活） - 田口 役
- その壁を砕け（1959年、日活） - 相生署の刑事 役
- ゆがんだ月（1959年、日活）
- 夜霧の空港（1959年、日活） - 沢崎判事 役
- 危険な女（1959年、日活）
- 祈るひと（1959年、日活）
- 「キャンパス110番」より 学生野郎と娘たち（1960年、日活） - 沢講師 役
- 武器なき斗い（1960年、大東映画） - 山本富治 役
- 松川事件（1961年） - 梨木弁護人 役
- 処刑前夜（1961年、日活） - 安井部長 役
- 花と娘と白い道（1961年、日活） - 木村先生 役
- ママおうちが燃えてるの（1961年、松竹） - 川上先生 役
- どじょっこの歌（1961年、日活） - 河辺牧師 役
- 街に気球があがる時（1961年、日活） - 大学講師 役
- キューポラのある街（1962年、日活） - 東吾 役
- 秋津温泉（1962年、松竹） - 軍医 役
- 人間狩り（1962年、日活） - 部長刑事市村 役
- 青い山脈（1963年、日活） - 武田校長 役
- 若い東京の屋根の下（1963年、日活） - 桑野太郎 役
- 成熟する季節（1964年、日活） - 花木一馬 役
- われ一粒の麦なれど（1964年、東京映画） - 根本彦太郎 役
- ブワナ・トシの歌（1965年、東京映画） - 大西博士 役
- 春婦伝（1965年、日活） - 八路軍政治部員 役
- 日本列島（1965年、日活） - 警視総監 役
- 四つの恋の物語（1965年、日活） - 紳士 役
- 大空に乾杯（1966年、日活）
- 白鳥（1966年、日活）
- 祇園祭（1968年、日本映画復興協会） - 山科言継卿 役
- 人斬り（1969年、勝プロ） - 松田治之助 役
- 聖職の碑（1978年、東宝）
- 日本フィルハーモニー物語 炎の第五楽章（1981年、にっかつ） - 斎藤先生 役
- プルメリアの伝説 天国のキッス（1983年、東宝）
- 傷だらけの勲章（1986年、東宝） - 警備会社の男 役
- 火宅の人（1986年、東映） - 病院の主事 役
- チェッカーズSONG FOR U.S.A.（1986年、東宝） - 医師 役
- 塀の中のプレイボール（1987年、松竹） - 小山忠 役
- 虹の橋（1993年、小川企画） - 甚兵衛 役
- 忠臣蔵外伝 四谷怪談（1994年、松竹） - 堀部弥兵衛 役
- 借王（シャッキング）2（1997年、日活） - 代議士 吉川清太郎(衆議院議員) 役

### テレビドラマ
- 東芝日曜劇場（TBS）
  - 第10・11話「幽霊屋敷」（1957年）
  - 第52話「橋」（1957年）
  - 第103話「マンモスタワー」（1958年）
  - 第127話「窓の灯」（1959年）
  - 第130話「末っ子」（1959年）
  - 第134話「子を取ろ、子取ろ」（1959年）
  - 第136話「あじさい」（1959年）
  - 第157話「石狩の野に」（1959年）
  - 第238話「ひとりで歩こう」（1961年）
  - 第248話「ママお家が燃えてるの」（1961年）
  - 第254話「浅き夢見て」（1961年）
  - 第292話「媒酌人」（1962年）
  - 第343話「みれん」（1963年）
  - 第376話「生まれた芽」（1964年）
  - 第487話「春や春その2」（1966年）
  - 第488話「春や春その3」（1966年）
  - 第506話「ゆうだち」（1966年）
  - 第524話「木枯の女」（1966年）
  - 第526話「そのまた春や春」（1967年）
  - 第544話「メロンとケーキ」（1967年）
  - 第553話「おんなの虹」（1967年）
  - 第560話「脱出」（1967年）
  - 第566話「天国の父ちゃんこんにちはその4」（1967年） - 大森作太郎 役
  - 第578話「早春」（1968年）
  - 第614話「私のダイヤモンド」（1968年）
  - 第706話「風が泣いている」（1970年）
  - 第709話「魔笛」（1970年）
  - 第763話「女と味噌汁 20」（1971年）
  - 第765話「パパは王様です」（1971年）
  - 第774・775話「亜紀子」（1971年）
  - 第807話「渡れぬ橋」（1972年）
  - 第812話「夏の日の恋」（1972年）
  - 第863話「雨の日の恋」（1973年）
  - 第948話「台所のおと」（1975年）
  - 第973話「娘よその1」（1975年）
  - 第1011話「娘よその2」（1976年）
  - 第1065話「娘よその4」（1977年）
  - 第1098話「娘よその5」（1977年）
  - 第1111話「娘よその6」（1978年）
  - 第1129・1130話「若きいのちの日記」（1978年）
  - 第1166話「松本清張おんなシリーズ・指」（1979年） - 小沢誠之助 役
  - 第1183・1184話「遠い絵本」（1979年）
  - 第1190話「藍色の街」（1979年）
  - 第1200話「女たちの忠臣蔵」（1979年）
  - 第1215話「朝の台所その1」（1980年）
  - 第1273話「娘からの花束」（1981年）
  - 第1282話「よっこらショ」（1981年）
  - 第1306話「夫婦ふたり」（1982年）
  - 第1362話「とびこんで来た嫁」（1983年）
  - 第1368話「ああ・転勤家族」（1983年） - 坂浦春平 役
  - 第1371話「白いかっぽう着の女」（1983年）
  - 第1396話「九時に逢う人」（1983年）
  - 第1461話「ああ、たらちねの母」（1985年）
  - 第1489話「天ノ島・地ノ島」（1985年）
  - 第1505話「東京の秋（前編） 家族ふたつ」（1985年） - 村川 役
  - 第1506話「東京の秋（後編） 愛、けれど-」（1985年） - 村川 役
  - 第1598・1599話「新四谷怪談」（1987年） - 左門 役
  - 第1729話「母さんとママ」（1990年）
- ここに人あり（NHK総合）
  - 第24話「七つのバイオリン」（1957年）
  - 第78話「早春賊」（1959年）
- お好み日曜座（NHK総合）
  - 白い墓標の影に（1958年） - 弁護士村田 役
  - 桔便の夢（1958年）
  - 銅婚式（1959年）
- 私だけが知っている（NHK総合）
  - 雪の夜の惨劇（1958年） - 管理人南雲 役
  - 暴風雨の宿（1959年）
  - ブルー・スカイ（1959年）
- 東芝土曜劇場（CX）
  - 第1話「左の腕」（1959年）
  - 第12話「薔薇ものがたり」（1959年）
  - 第15話「一生に一度」（1959年）
  - 第37話「地方記者」（1959年）
  - 第143話「三人の女」（1961年） - 藤波重政 役
  - 第152話「虚報」（1962年）
- 夫婦百景（NTV）
  - 第47話「最優秀亭主」（1959年）
  - 第281話「赤いネクタイ」（1963年）
  - 第303話「うぐいす」（1964年）
- めおと歳時記 第10話「メーデー」（1959年、NET）
- サンヨーテレビ劇場 / 先生のこと（1959年、KR）
- テレビ劇場（NHK総合）
  - 熱帯魚（1959年）
  - 36号室（1959年）
  - 老人の眼（1959年）
  - 長崎の風（1960年）
  - からいも嫁女（1962年）
  - 小麦色の仲間たち（1964年）
- ミステリー影 / 失われた恋の始末（1959年、MBS）
- ゴールドステージ / 母の上京（1959年、NTV）
- 独航船（1959年、NHK総合） - 作造爺さん 役
- 日立劇場 第6話「紙の牙」（1959年、KR） - 菅沢 役
- この情報を買ってくれ（1959年、CX） - 河合課長 役
- 慎太郎ミステリー・暗闇の声 / 死の案内人（1959年、KR）
- ゴールデン劇場 / ある母の死（1961年、NTV）
- おかあさん（TBS）
  - 第76話「女の研究」（1961年）
  - 第88話「姥捨」（1961年）
- 愛の劇場 第84 - 87話「愛とおそれと」（1961年、NTV）
- 日立ファミリーステージ / 極東特派員（1961年、TBS）
- NECサンデー劇場 / 若い日（1961年、NET）
- プリンススリラー劇場 / 笑う男（1961年、CX）
- 女の園（NHK総合）
  - 第12話「ふたーりだけのちっちゃなツリー」（1961年）
  - 第19話「黄水仙」（1962年）
  - 第45話「どしゃぶり」（1962年）
- 創作劇場（NHK総合）
  - 残るは、ただ灰（1962年）
  - マラソン（1962年）
- 文芸劇場（NHK総合）
  - 第19話「怒りの街」（1962年）
  - 第72話「清貧の書」（1963年）
  - 第89話「素足の少女」（1963年）
- シャープ火曜劇場（CX）
  - 第40話「明日の幸福」（1962年） - 寿敏 役
  - 第62話「あの島はもうない」（1962年）
  - 第80話「愛と悲しみをこえて」（1963年）
- テレビ指定席（NHK総合）
  - マッチ箱の家（1962年）
  - この狭き門を（1964年）
  - 流人島（1965年）
  - 四枚のたたみ（1966年）
- 判決（NET）
  - 第21話「煉獄」（1963年）
  - 第65話「死刑囚」（1964年）
  - 第80話「愛の年輪」（1964年）
  - 第139話「罠」（1965年） - 伊達建設部係長 役
  - 第161話「ダニ」（1965年） - 田中経理課長
- こども劇場（NHK総合）
  - 第6話「ぼくと姉さんと」（1963年）
  - 第65話「ジャンプ」（1964年）
- 嫁ぐ日まで 第37話「広場の記憶」（1963年、CX）
- 大河ドラマ（NHK総合）
  - 赤穂浪士（1964年） - 奥田孫太夫 役　※DVD発売
  - 竜馬がゆく （1968年） - 八郎兵衛 役　※現存する第16話にも登場
  - 新・平家物語（1972年） - 中御門家成 役
  - 元禄太平記（1975年） - 宝井其角 役
  - 花神（1977年） - 高杉小忠太 役
  - 峠の群像（1982年） - 吉田忠左衛門　役
- 娘の結婚 第14話「太郎と晴子」（1964年、NTV）
- シオノギテレビ劇場（CX）
  - 山本富士子アワー・篠の女（1964）
  - 雑居家族（1967年）
- 二十四の瞳（1964年、12ch）
- 風雪（NHK総合）
  - 大津事件（1965年） - 安居修蔵 役
  - 活動大写真（1965年） - 語り手
  - 新しき日々 石川琢木（1965年） - 金田一京助 役
  - 夢二えがく（1965年） - 島村抱月 役
  - 女優須磨子（1965年） - 島村抱月 役
  - 枯れすすき 中山晋平（1965年） - 島村抱月 役
- 松本清張シリーズ / 青のある断層（1965年、KTV）
- 事件記者 第267話「黒い春」（1966年、NHK総合）
- 七人の刑事（TBS）
  - 第215話「仮面の下」（1966年）
  - 第292話「過去を逃れて」（1967年）
  - 第318話「闇の声」（1968年）
- NHK劇場（NHK総合）
  - 石になるまで（1966年）
  - 霧の化身（1967年）
  - おんなこう（1968年）
- 三匹の侍 第5シリーズ 第22話「燃える」（1968年、CX） - 加倉井華山
- 剣 第39話「無分別は見越しの木登り」（1968年、NTV） - 白峯村右衛門 役
- 鞍馬天狗（1969年、NHK総合）
- おれは男だ! 第33話「なんたって若いんだモン!」（1971年、NTV）
- ポーラテレビ小説（TBS）
  - 「ひまわりの道」（1971年 - 1972年） - 川崎教授 役
  - 「夫婦ようそろ」（1978年） - 隆蔵 役
- 大岡越前（TBS / C.A.L）
  - 第2部 第17話「天狗退治」（1971年9月6日） - 青砥邦右ヱ門 役
  - 第5部 第12話「唐獅子の復讐」（1978年4月24日） - 石川主膳 役
  - 第8部 第22話「江戸から消えた御奉行様」（1984年12月17日） - 横山瀬左衛門 役
- 遠山の金さん捕物帳  第165話「玉の輿を蹴る女」（1973年9月2日、NET） - 庄兵衛 役
- 北の家族（1973年 - 1974年、NHK総合）
- 土曜ドラマ（NHK総合）
  - 松本清張シリーズ・遠い接近（1975年、NHK総合） - 河島佐一郎 役
  - 優しい時代（1978年） - 島崎校長 役
  - わが青春のブルース（1981年） - 仙治 役
- たんぽぽ 第2シリーズ（1975年、NTV）
- 遠山の金さん 第1シリーズ (テレビ朝日) 
  - 第6話「泪橋に罠をかけろ!!」（1975年11月16日） - 弥平
  - 第14話「一番纏に命を張れ!!」（1976年1月1日）
- 大江戸捜査網 （12ch・三船プロ）
  - 第222話「仕掛けられた前科者」（1975年） - 由造 役
  - 第264話「囚人強奪の謎」（1976年） - 甚兵衛/幻の半次郎 二役
- 前略おふくろ様（1975年 - 1977年、NTV） - 片島 役
- 太陽にほえろ! （NTV）
  - 第195話「ある殺人」（1976年） - 三田村宏一編集長
  - 第262話「誇り高き刑事」（1977年） - 谷晴太
  - 第554話「シルバー・シート」（1983年） - 谷崎
- 銭形平次（CX）
  - 第506話「十一年目の父」（1976年） - 喜平 役
  - 第639話「人情女白波」（1978年） - 六兵ヱ 役
  - 第706話「親父が愛した娘」（1980年） - 嘉市 役
  - 第738話「晴れ姿神田祭」（1980年） - 弥助 役
  - 第782話「三匹の蟻」（1981年） - 源兵ヱ 役
  - 第851話「赤ん坊すりかえ事件」（1983年） - 医者 役
- 江戸を斬る シリーズ（TBS）
  - 江戸を斬るII 第12話「蜜柑は七万七千石」（1976年） - 西脇頼母
  - 江戸を斬るIV 第18話「俺らの父は岡つ引き」（1979年） - 善信
- シリーズ人間模様 / 火の路（1976年、NHK総合）
- 必殺仕業人 第18話「あんたこの手口をどう思う」（1976年、ABC / 松竹） - 甚作
- 愛のサスペンス劇場 / ゼロの焦点（1976年、NTV・C.A.L）
- 新・座頭市 第1シリーズ 第5話「牢破りいそぎ旅」（1976年、CX）
- 伝七捕物帳 第153話 「仇情け 浮世のからくり」（1976年、NTV）- 源齋
- すぐやる一家青春記（1977年、TBS） - 宮田耕平 役
- せい子宙太郎－忍宿借夫婦巷談（1977年、TBS）
- 破れ奉行 第38話「深川奉行危機一髪PART-II」（1977年、ANB） - 正木弦斉 役
- 達磨大助事件帳 第24話「愛憎の架け橋」（1978年、ANB） - 正次郎 役
- 坂部ぎんさんを探して下さい（1978年10月5日、YTV） - 潜亀 役
- ゆうひが丘の総理大臣 第26話「総理先生しっかりして!」（1979年、NTV） - 鍋島 役
- 熱中時代（NTV） 第1シリーズ 第13話「故郷に帰った熱中先生」 - 下川先生 役
- 池中玄太80キロ 第1シリーズ 第5話「オヤジの心は母ごころ」（1980年、NTV）
- 大竹しのぶのああ!この愛なくば・頑張っせよ邦ちゃん（1980年8月28日、日本テレビ） - 忠雄 役
- 猿飛佐助（1980年、NTV） - 真田昌幸 役、全17話中4話分に登場
- 新・江戸の旋風 第19話「手のひらいっぱいの幸せ」（1980年、CX） - 長吉 役
- 土曜ワイド劇場
  - 海底の死美人（1980年、ANB）
  - 京都殺人案内(5)母恋桜が散った（1981年、ABC）
  - 幽霊温泉・迷探偵コンビ死の旅へ!（1981年、ANB）
  - 女49歳の決算（1983年、ANB）
  - 佐渡が島殺人事件（1986年、ABC）
  - 俺たちの銀行強盗（1996年、ANB） - 江口進吉 役
  - ジャンボフェリー 殺人海峡（1996年、ANB） - 吉村竜一郎 役
  - 車椅子の弁護士・水島威（1996年、ANB） - 坂崎老人 役
- 竹とんぼ（1980年、NTV）
- 愛のA・B・C・D（1980年 - 1981年、NTV） - 校長 役
- Gメン'75 第303話「殺し屋新婚夫婦」（1981年、TBS） - 津山良平
- 関ヶ原（1981年、TBS）
- 御宿かわせみ 第2話「卯の花匂う」（1980年、NHK総合）
- 江戸の用心棒 第26話「別れたくない江戸の空」（1981年、CX・東宝・映像京都）
- 芙蓉の人（1982年4月1日・2日、NHK） - 野中勝良 役
- 水戸黄門（TBS / C.A.L）
  - 第12部 第25話「嘘を承知で親孝行 -富岡-」（1982年2月15日） - 真海和尚
  - 第13部 第24話「とどけ馬子唄瞼の母に -熊本-」（1983年3月28日） - 山崎左近
  - 第17部 第1話 「水戸黄門 -水戸・江戸-」（1987年8月24日） - 宮津藩藩主・永井尚長
  - 第20部 第37話「悲願を秘めた水芸師 -長岡-」（1991年7月22日） - 三升屋
  - 第21部 第22話「仏の里の鬼退治 -彦根-」（1992年8月31日） - 慈恵上人
- 残照の中から（1983年4月3日、NHK総合）
- 大奥 第20話「奥様は魔性の女」（1983年、KTV） - 島田作左衛門
- 特捜最前線（ANB）
  - 第377話「住宅街の殺人ゲーム!」（1984年）
  - 第442話「生きていた死体! 疑惑のニセ家族」（1985年）
- 深夜にようこそ（1986年） - 境田基三郎
  - 第2回
  - 第4回
- 西田敏行の泣いてたまるか 第8話「父ちゃんはタクシードライバー」（1986年、TBS）
- 火曜サスペンス劇場（NTV）
  - 禁じられた結婚（1987年）
  - 女検事・霞夕子10・闇の演出（1993年8月17日） - 伴池修造
  - 小京都ミステリー18・加賀百万石殺人事件（1996年8月27日） - 中村屋の隠居・中村長英
- 阪急ドラマシリーズ
  - 1・2・3と4・5・ロク（1988年-89年、KTV） - 和尚さん 役
  - 新・1・2・3と4・5・ロク（1989年-90年、KTV） - 和尚さん
- 木曜ゴールデンドラマ
  - 風の棲む家（1989年12月21日、YTV）
- 12時間超ワイドドラマ→新春ワイド時代劇（テレビ東京）
  - 宮本武蔵（1990年） - 奥蔵院日観
- 白い巨塔（1990年、ANB） - 大河内教授
- 続続・三匹が斬る! 第3話「酒と女と小判漬け、悪徳家老に大変身!」（1990年）- 矢藤民部
- 七人の女弁護士 第1シリーズ 第3話「古都金沢・加賀友禅殺人事件 罠に落ちた人妻」（1991年、テレビ朝日 / PDS）
- 銭形平次 (北大路欣也版) 第1シリーズ 第18話（SP）「ギヤマンの謎」（1991年、CX） - 平戸屋
- 腕におぼえあり（1992年、NHK総合） - 吉田忠左衛門 役
- 水戸黄門外伝 かげろう忍法帖 第3話「闇に蝶が舞う」（1995年、TBS・C.A.L） - 河西彦兵衛
- 金曜エンタテイメント
  - 「浅見光彦シリーズ1」（1995年、CX） - 池永圭市朗
- 黄落（1997年、TX）

### 舞台劇
- かもめ（1950年、民藝） - ヤーコフ 役
- 三太物語（1951年、民藝） - 校長 役
- 山びこ学校（1952年、民藝） - 無着先生 役
- 炎の人（1952年、民藝） - アンリ/ルーラン 役
- 厳頭の女（1952年、民藝） - 高砂三吉/吉村 役
- 五稜郭血書（1952年、民藝） - 多五郎 役
- 民衆の敵（1953年、民藝） - ホルステル 役
- 日本の気象（1953年、民藝） - 男子技工士 役
- あっぱれクライトン（1953年、民藝） - ブロックルハースト卿 役
- 煉瓦女工（1954年、民藝） - 職業紹介所職員 役
- 常盤炭田（1954年、民藝） - 楠村 役
- 幽霊やしき（1954年、民藝） - ニ十條家高 役
- ヴィルヘルム・テル（1955年、民藝） - レッセルマン 役
- 女の声（1955年、民藝） - 岸本 役
- 愛は死をこえて（1955年、民藝） - 工事人夫 役
- 遠い凱歌（1956年、民藝） - 田中竜吉 役
- 帰らぬ人（1956年、民藝） - 未帰還調査部長 役
- 御料車物語（1957年・1958年、民藝） - 市川 役
- 漁船天佑丸（1957年、民藝） - カプス 役
- 島（1957年、民藝）
- 法隆寺（1958年、民藝） - 異人 役
- 運命（1959年、民藝）
- 夜の季節（1959年、民藝）
- どん底（1960年、民藝）
- 時と緋笠一家（1960年、民藝）
- イルクーツク物語（1960年、民藝）
- 火山灰地（1961年、民藝）
- 初恋（1963年、民藝）
- アンネの日記（1964年・1967年・1970年、民藝） - オットー・フランク 役
- 女の勤行（1964年、民藝）
- 開かれた処女地（1965年、民藝）
- 夜明け前（1965年、民藝）
- セールスマンの死（1966年、民藝）
- 私はカメラだ ベルリン日記（1966年、民藝）
- 汚れた手（1967年・1968年、民藝）
- 想い出のチェーホフ（1968年・1970年、民藝）
- イルクーツク物語（1968年、民藝）
- かもめ（1969年、民藝）
- ロムルス大帝（1970年、民藝）
- フォスター大佐の服罪（1970年、民藝）
- 審判（1970年、民藝）

MV
・素敵なバーディ~no no birdyサザンオールスターズ　1993年